# Volugrafo Aermoto 125
Volugrafo Aermoto 125 — итальянский лёгкий мотоцикл, серийно выпускавшийся с 1942 года на туринском заводе Officine Meccaniche Volugrafo. Предназначался для нужд армии. Всего было выпущено около 2000 экземпляров.

## История
После начала Второй мировой войны странами Оси разрабатывались планы высадки на Мальте (Операция «Геркулес»). В ходе подготовки этой операции Итальянская Королевская армия заказала разработку авиадесантируемых транспортных средств. Заводом Officine Meccaniche Volugrafo за основу конструкции был взят проект, созданный в 1936 году инженером Клаудио Бельмондо
Отказ от проведения операции привёл к замедлению работ. Опытный мотоцикл был представлен лишь в 1942 году и пошёл в производство в 1943. Армия заказала первую партию в 600 экземпляров, предназначавшихся одному из батальонов 183-й воздушно-десантной дивизии «Ciclone», формировавшейся в области Тарквиния летом 1943 года. Этими мотоциклами также оснащались школа десантников в Тарквинии, полка «Сан-Марко», а после перемирия с Союзниками также и десантники Х флотилии MAS.
Выпуск после бомбёжки туринского завода компании Volugrafo Турина был перенесен в Фаврию и продолжался до 1944 года, достигнув в общей сложности около 2000 единиц. Немецкие войска реквизировали остававшиеся на занятой ими территории мотоциклы и передали находившимся на побережье Адриатического моря и в районе Рима парашютным частям Люфтваффе.

## Конструкция
Рама из стальных труб; двигатель — одноцилиндровый двухтактный, рабочим объёмом 123 см³ мощностью 2 л.с. при 3600 об/мин. Выхлопные газы выпускаются в раму. Передача цепная, двухскоростная КПП, барабанные тормоза. Шины сдвоенные.
Под одноместным сиденьем располагается 9,5-литровый бензобак; небольшая двухколесная коляска для транспортировки второго десантника или снаряжения может крепиться к шаровой опоре.
Со сложенным в транспортном положении рулём мотоцикл принимает форму параллелепипеда и может быть вставлен в десантируемый контейнер. Приведение мотоцикла в рабочее положение после высадки (извлечение из контейнера, распрямление и фиксация руля) занимает 2 минуты.